# Palácio de Miraflores
O Palácio de Miraflores é a sede da Presidência da Venezuela, onde está o escritório oficial do Presidente da Venezuela, localizado em Caracas.
Ele está localizado no centro-oeste de Caracas, a poucos quarteirões do Palácio Legislativo Federal. Começou a ser construído em meados de 1884 sob a direção do conde italiano Giussepe Orsi de Mombello durante o mandato do presidente Joaquín Crespo (1884-1886), servindo como residência da família de Crespo, e somente em 1900 começou a ser usado como o Palácio Presidencial, sob o governo de Cipriano Castro.

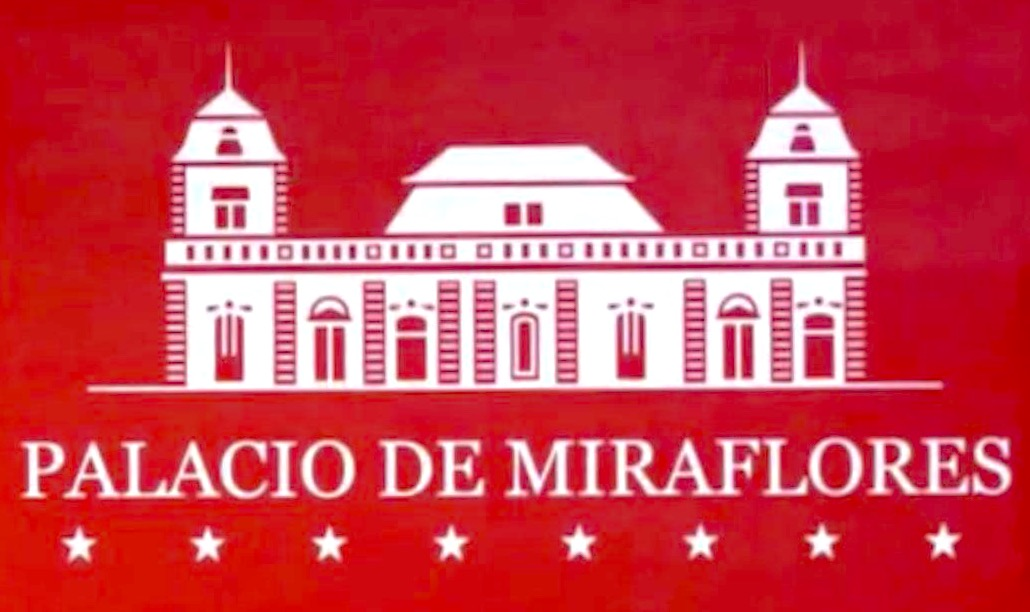
Logo do Palácio

Ao contrário de outros países, a Vice-Presidência mantém seu escritório em uma sede separada, localizada em frente ao antigo edifício dos Correios das Carmelitas. A única entidade governamental que está dentro do palácio é o Ministério do Gabinete da Presidência. A residência do presidente e vice-presidente estão fora de Miraflores. A Residência Presidencial La Casona está localizada na urbanização de Santa Cecília e na Residência Oficial de La Viñeta (sede do Vice-Presidente) dentro do Forte Tiuna.

## História

### Construção e decoração
Em 27 de abril de 1884, o general Joaquín Crespo tomou posse como Presidente da República e, em agosto do mesmo ano, comprou, por 35 000 bolívares, o terreno da Fazenda La Trilla, uma íngreme ladeira que na época colonial era de propriedade do conde de San Javier, para iniciar a construção de uma nova residência, onde moraria com sua esposa, Jacinta Parejo de Crespo, e seus filhos.
A construção do palácio começou no mesmo ano, sob a supervisão de Giuseppe Orsi, ainda com o nome La Trilla. Crespo não podia conciliar suas funções políticas com a supervisão da construção, tendo de contratar os pintores Julián Oñate e Juan Bautista Sales, assim como sua equipe de escultores, decoradores, escultores de madeira, construtores - que erigiram o Palácio Miraflores, em estilo neoclássico. Mais tarde, em 1887, começa a segunda etapa histórica da construção de Miraflores, afetada pelas exigências de tempo e dinheiro que Crespo exigiu para a realização de seus objetivos políticos. 
Durante a maior parte do tempo, Crespo estava fora do país, o que tornou a continuação do projeto um pouco difícil. No entanto, na Espanha, ele estabelece contato com o construtor Juan Bautista Sales, com quem ele observa os modelos para a construção, os croquis dos primeiros projetos e contrata um grupo de artesãos em carpintaria, ferraria e decoração. Durante sua estada na Espanha, Crespo teria nomeado o projeto como Miraflores devido a uma cartusiana que existe na cidade de Burgos. Uma segunda versão indica que Crespo foi inspirado por esse nome como resultado de seu exílio no Peru, onde passou algum tempo em uma antiga fazenda chamada Miraflores.

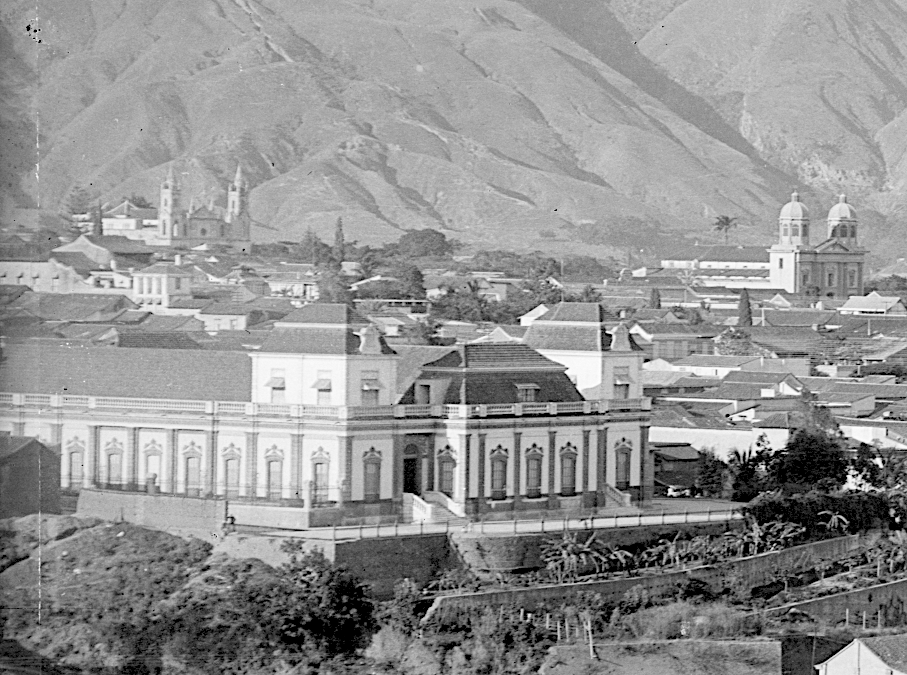
O palácio pouco depois de sua construção, por volta de 1900.

No ano de 1889, quando Crespo retorna do exílio, a construção do palácio volta a se acelerar, porque Crespo dedica mais tempo à continuação e conclusão deste projeto. Em 1892, há testemunhos gráficos da estrutura externa do Palácio já finalizada, identificada com o nome de La Trilla. No ano de 1893, Crespo é eleito novamente Presidente da República, após o triunfo de sua Revolução Legalista, o que foi favorável para o projeto de Miraflores, já que a construção pode ser concluída em sua parte interna e também atender aos detalhes finais do projeto. Para decorar, móveis foram importados de Barcelona, na Espanha; uma roseta de bronze foi encomendada pela fundição de Marrera e 24 candeeiros de bronze foram encomendados aos irmãos Requena, em San Juan de los Morros, estado de Guárico.  
No ano de 1897, aparece pela primeira vez identificado como Miraflores nos mapas de Caracas. No início de 1898, antes de partir para o interior, Crespo fez sua última visita ao Palácio, e pouco depois é assassinado na batalha de La Mata Carmelera. Sua morte geraria um estágio difícil na construção de Miraflores. Ele havia deixado inúmeras dívidas, que afetam sua propriedade. A viúva de Crespo teve que liquidar alguns de seus bens para quitá-las, entre eles Miraflores. 

### Primeiros anos como residência presidencial
Após o terremoto em Caracas em 29 de outubro de 1900, o general Cipriano Castro, já no poder, decidiu alugar Miraflores para servir como residência presidencial. Tal decisão foi tomada na esteira do medo inspirado pelo terremoto, que o surpreendeu na Casa Amarela (antiga residencial presidencial), obrigando Castro a pular para a rua de uma de suas sacadas. Miraflores, por outro lado, foi uma das primeiras construções anti-sísmicas do país. Desta forma, Castro se torna o primeiro presidente a habitar o palácio. Além disso, o Ministério das Finanças e do Departamento de Crédito Público é transferido para lá.
Em 1 de janeiro de 1901, o Palácio de Miraflores ofereceu a primeira recepção oficial por ocasião do Ano Novo. Mais tarde, em março, a Assembléia Nacional Constituinte aprovou um projeto por meio do qual o Poder Executivo Federal foi autorizado a adquirir a propriedade do Palácio, a fim de convertê-lo em uma mansão presidencial. Enquanto isso, o prédio esteve sujeito a leilão e, finalmente, em 19 de junho de 1911 a administração nacional adquiriu a propriedade do general Félix Galavis a um custo de cinco milhões de bolívares, e o Palácio de Miraflores tornou-se residência presidencial e gabinete de despacho, oficialmente denominado Ministerio del Poder Popular del Despacho de la Presidencia. 
Pouco depois, o general Juan Vicente Gómez torna-se o primeiro presidente que ocupa o Palácio como Residência Oficial dos Presidentes da República. Lá, o general oferece uma grande recepção por ocasião do Centenário da Independência, em 5 de julho de 1911.  Em 30 de junho de 1923, Juan Crisóstomo Gómez (Juancho Gómez), irmão do presidente Juan Vicente Gómez, foi assassinado em seu quarto no Palácio de Miraflores.
No ano de 1936, o General Eleazar López Contreras mudou-se para Miraflores e mudou o caráter pessoal que Castro e Gomez tinham para com o Palácio, dando-lhe um perfil de Palácio do Governo Nacional e a residência oficial dos presidentes da Venezuela. Em 1941, o presidente Isaías Medina Angarita ordenou a reparação do Gabinete Presidencial e melhorou os arredores do Palácio.
Em 1945, Rómulo Betancourt torna-se o primeiro presidente que identifica Miraflores como a sede onde os Decretos Presidenciais são endossados, substituindo o Palácio Federal. Em 1948, o primeiro presidente eleito por voto popular, o romancista Rómulo Gallegos, chegou ao Palácio de Miraflores.
Entre 1948 e 1958, durante a ditadura da Junta Militar e do General Marcos Pérez Jiménez, o Palácio de Miraflores sofre um sério abandono, sendo planejado destruir suas instalações e substituí-lo por outro prédio que serviria como sede oficial do governo. Com a volta de democracia em 1959, Rómulo Betancourt, primeiro agente constitucional da nova etapa política, despacha de Miraflores e inicia uma nova ampliação de algumas salas e atmosferas do palácio.

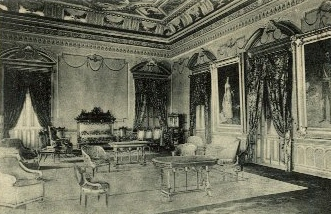
Interior do palácio no início do século XX.
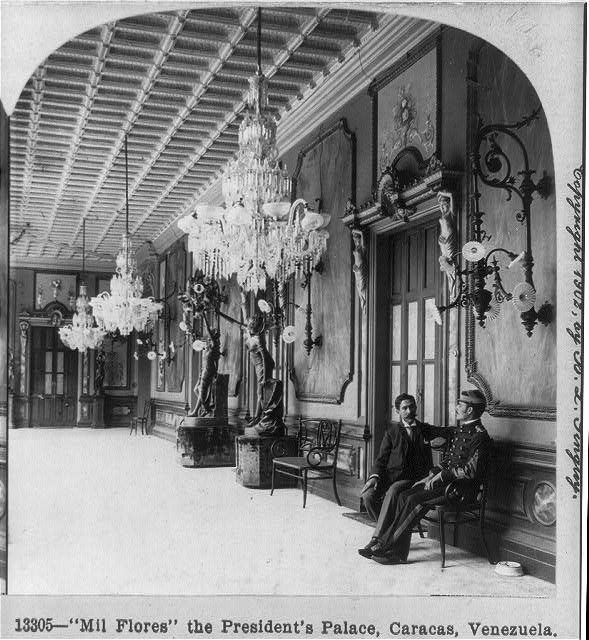
Interior do Palácio de Miraflores em 1903.
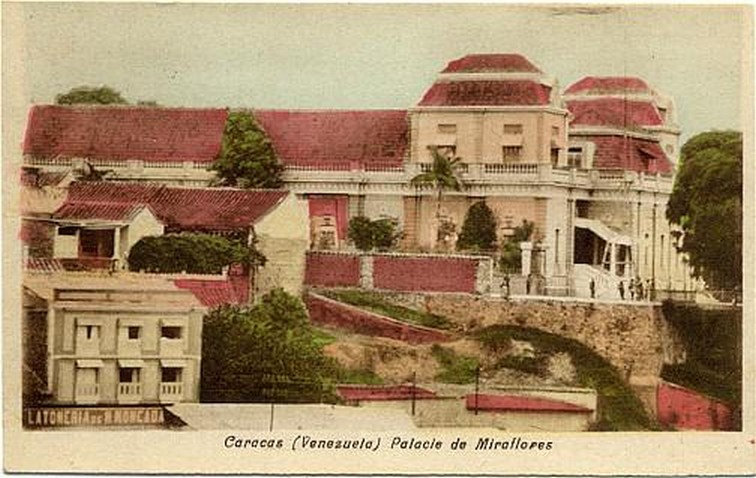
Cartão postal do Palácio, de 1907.
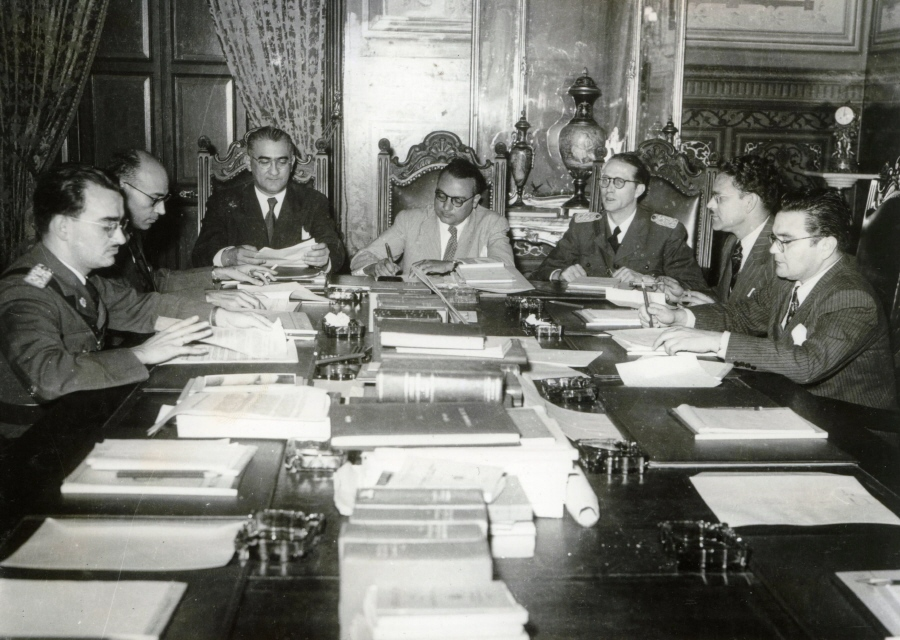
A Junta do Governo Revolucionário durante uma reunião no Salão dos Espelhos (agora chamado de Salão Joaquín Crespo) em 1945.
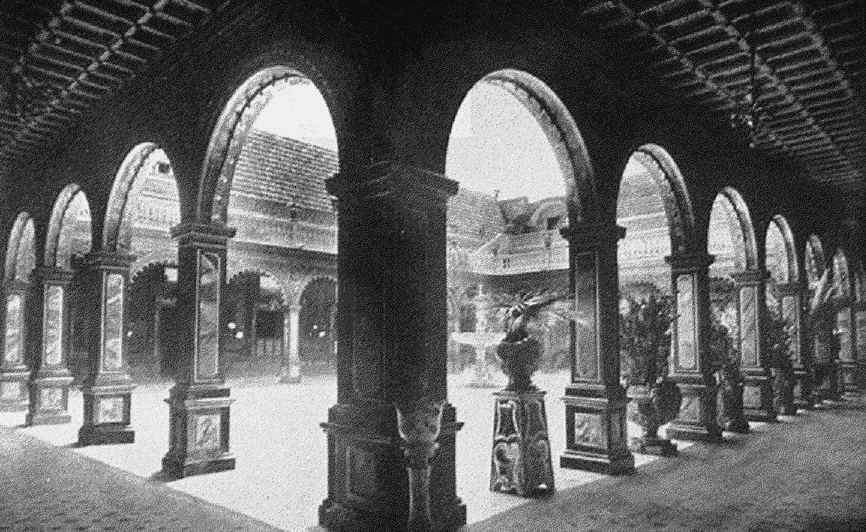
Pátio interno do Palácio, 1924

### Pós-1958
Em 1964, a propriedade La Casona foi declarada oficialmente residência oficial do Presidente, fazendo com que Miraflores permaneça somente como sede da Presidência.
Anos depois, no primeiro período constitucional de Rafael Caldera (1969-1974), iniciou-se a construção do Edifício Administrativo. E em fevereiro de 1979, o Palácio é declarado Monumento Histórico Nacional. No período do Presidente Luis Herrera Campins (1979-1984), o Edifício Administrativo e a Praça do Bicentenário foram concluídos e durante a administração de Jaime Lusinchi (1984-1989), a área correspondente ao Conselho de Ministros foi ampliada. Em meados dos anos 80, a área do Conselho de Ministros foi aumentada. 
Em 1992, a estrutura do palácio foi afetada pelas tentativas de golpe de 4 de fevereiro e 27 de novembro. 
Entre 1994 e 1999, foi realizada uma reforma destinada a resgatar a dignidade do Palácio de Miraflores como a sede oficial do governo. Durante alguns anos, foi aberto a visitas guiadas.
Durante a tentativa de golpe de 2002, foi realizada uma marcha maciça exigindo a renúncia de Hugo Chávez. A marcha contra o governo se desviou de sua rota e se dirigiu ao palácio presidencial de Miraflores. À luz desses eventos, o presidente Chávez ordenou que os militares ativassem o "Plano Ávila", e a estação de televisão oficial Venezolana de Televisión começou a pedir a todos os apoiadores do governo que saíssem para "defender a revolução". No momento em que a marcha da oposição se aproximou de Miraflores, eles encontraram uma concentração de apoio ao governo e vários militares. Em seguida, ocorreram confrontos armados entre a Polícia Metropolitana, o Exército e grupos, que resultaram em várias mortes e ferimentos, destacando os eventos de Puente Llaguno. A presença de franco-atiradores e os confrontos com a Polícia Metropolitana deixaram 19 mortos e centenas de feridos, tanto opositores quanto apoiadores do chavismo.

Em fevereiro de 2007, uma nova sala de imprensa chamada Simón Bolívar foi inaugurada, mais espaçosa e confortável para conferências ou importantes anúncios dos diferentes representantes do governo. Em novembro de 2012, a Assembleia Nacional aprovou um empréstimo adicional para a reabilitação da fachada do palácio.

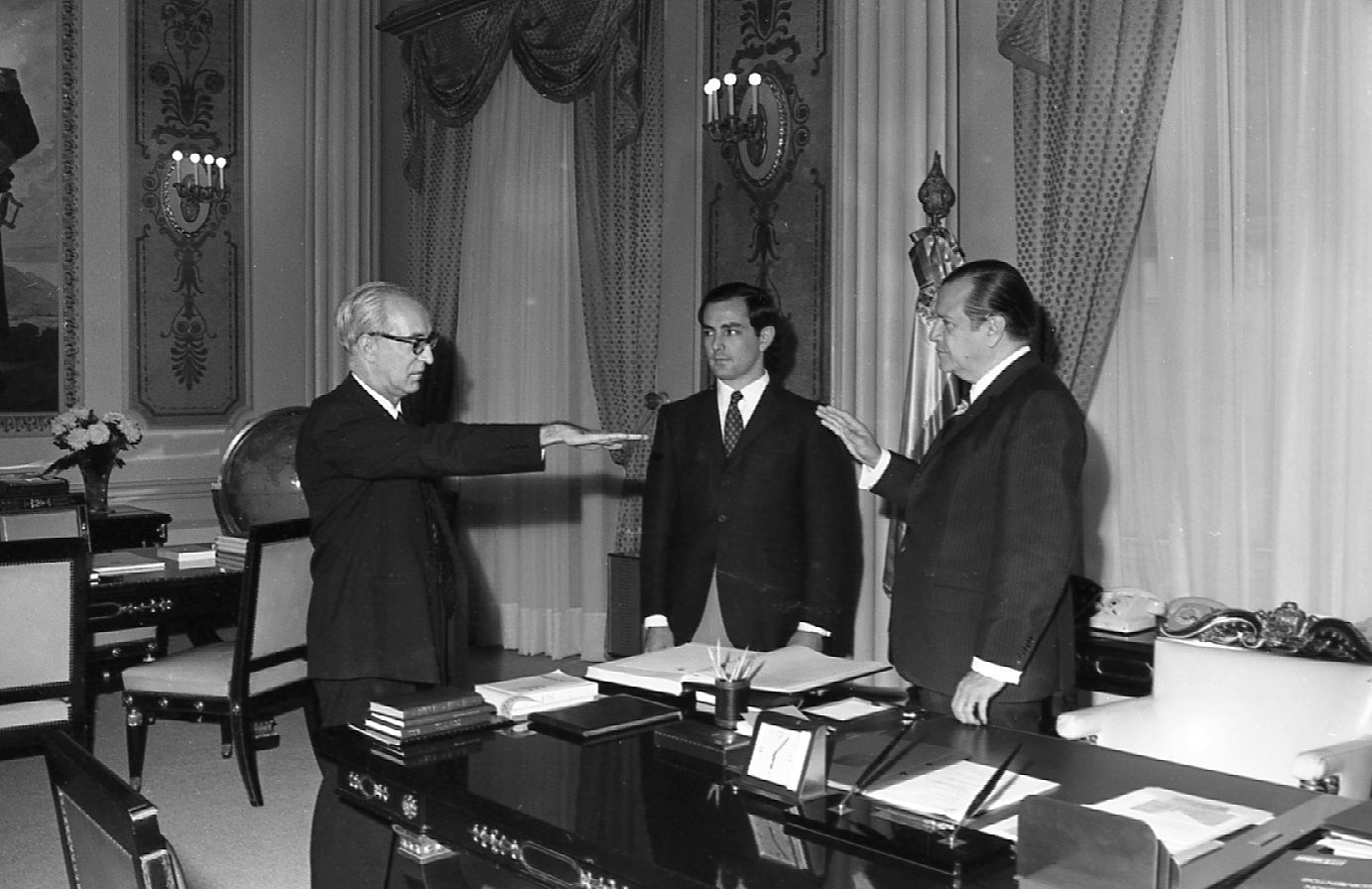
Edgar Sanabria prestando juramento como comissário especial da presidência da Venezuela, com Rafael Caldera no gabinete presidencial de 1969.
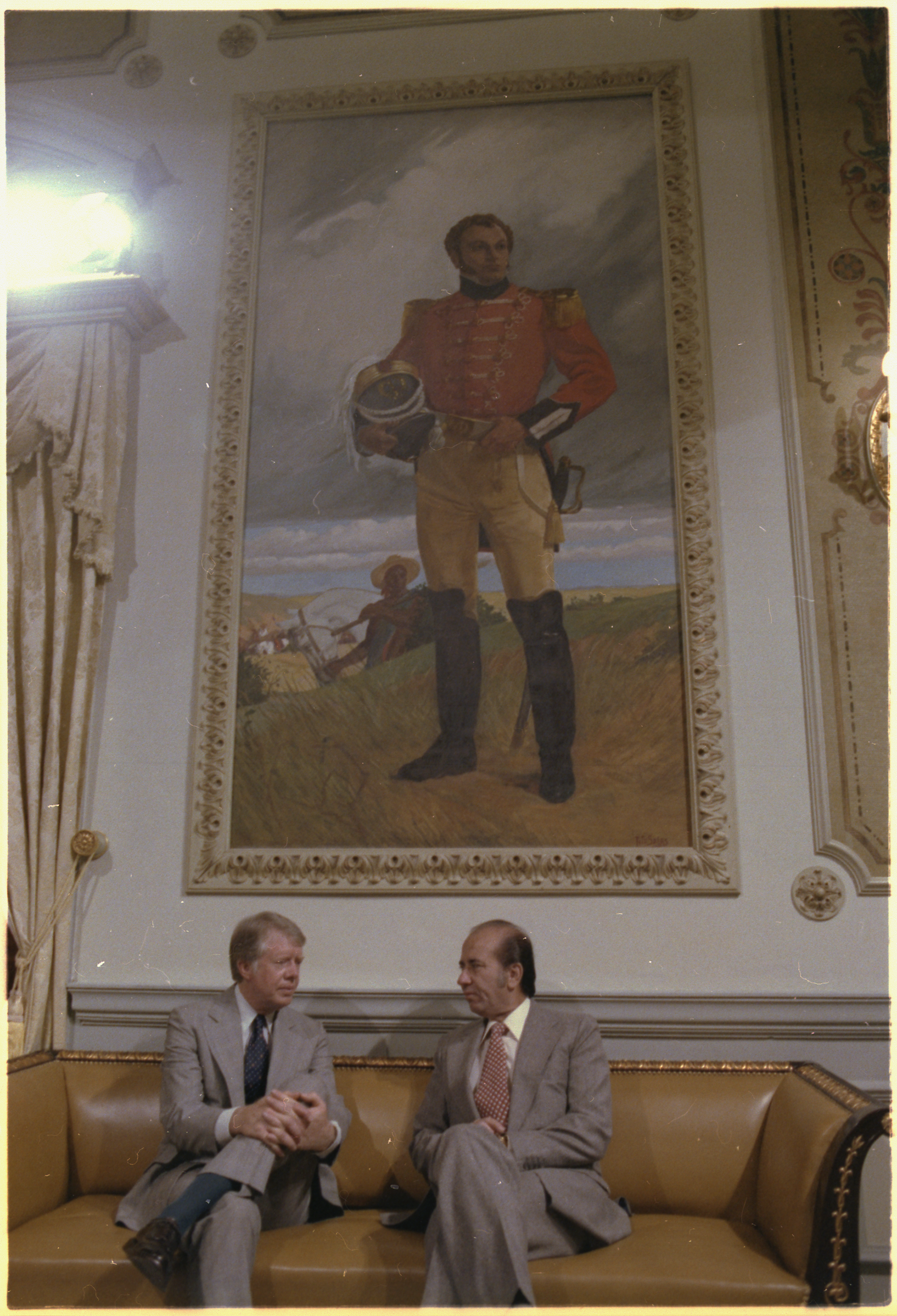
Jimmy Carter, presidente dos Estados Unidos e Carlos Andrés Pérez no gabinete presidencial, 1978
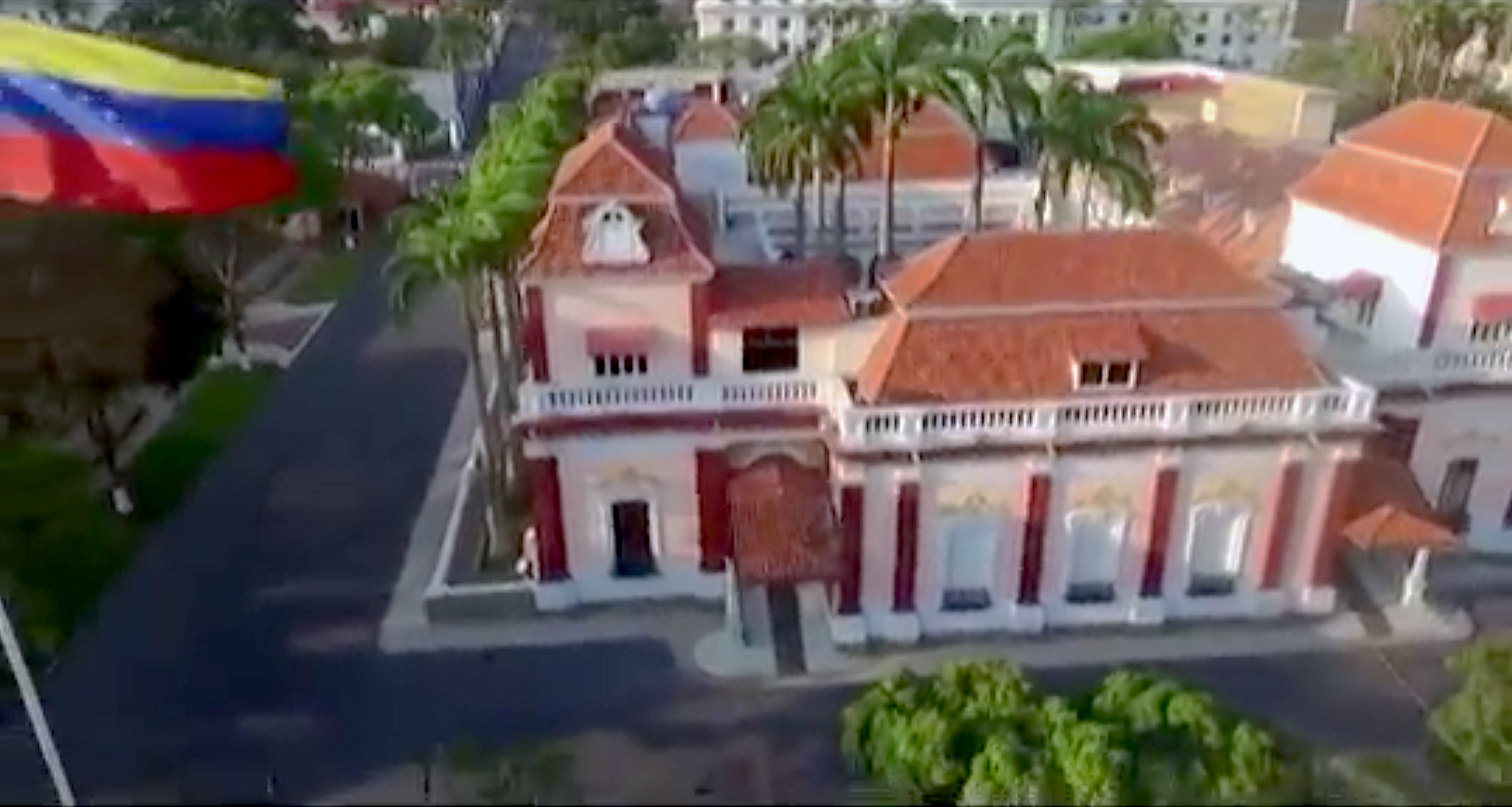
Palácio de Miraflores em 2015
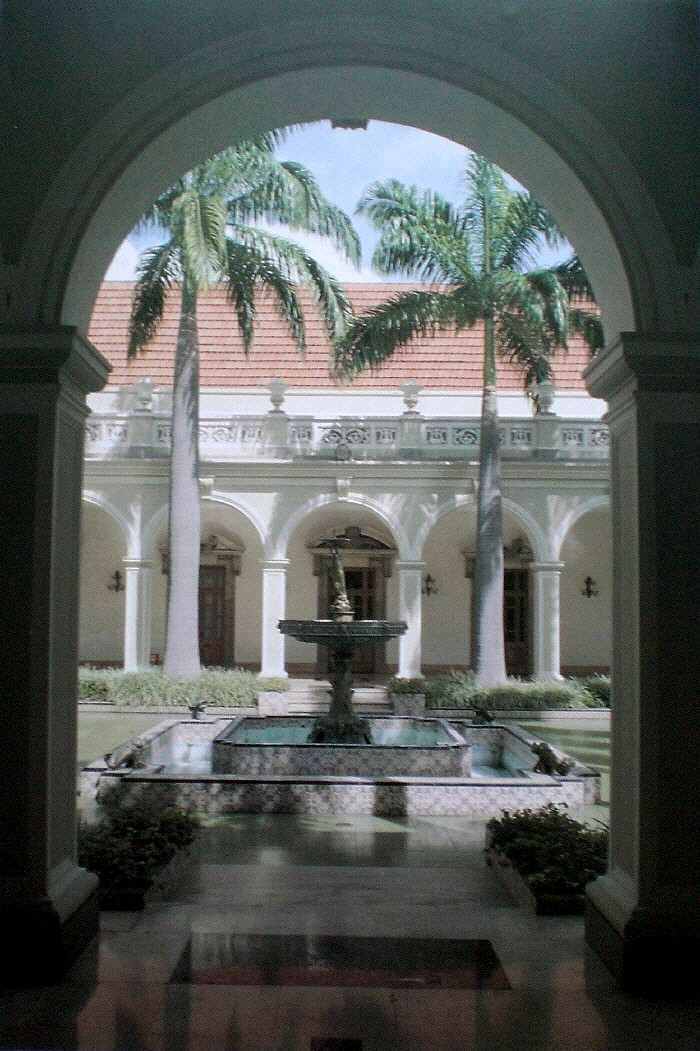
Pátio central do Palácio
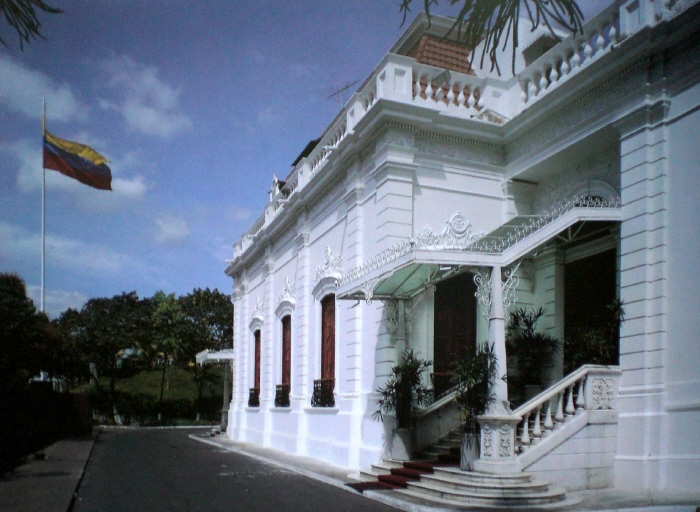
Entrada do Palácio

## Espaços e salões

### Salão Néstor Kirchner

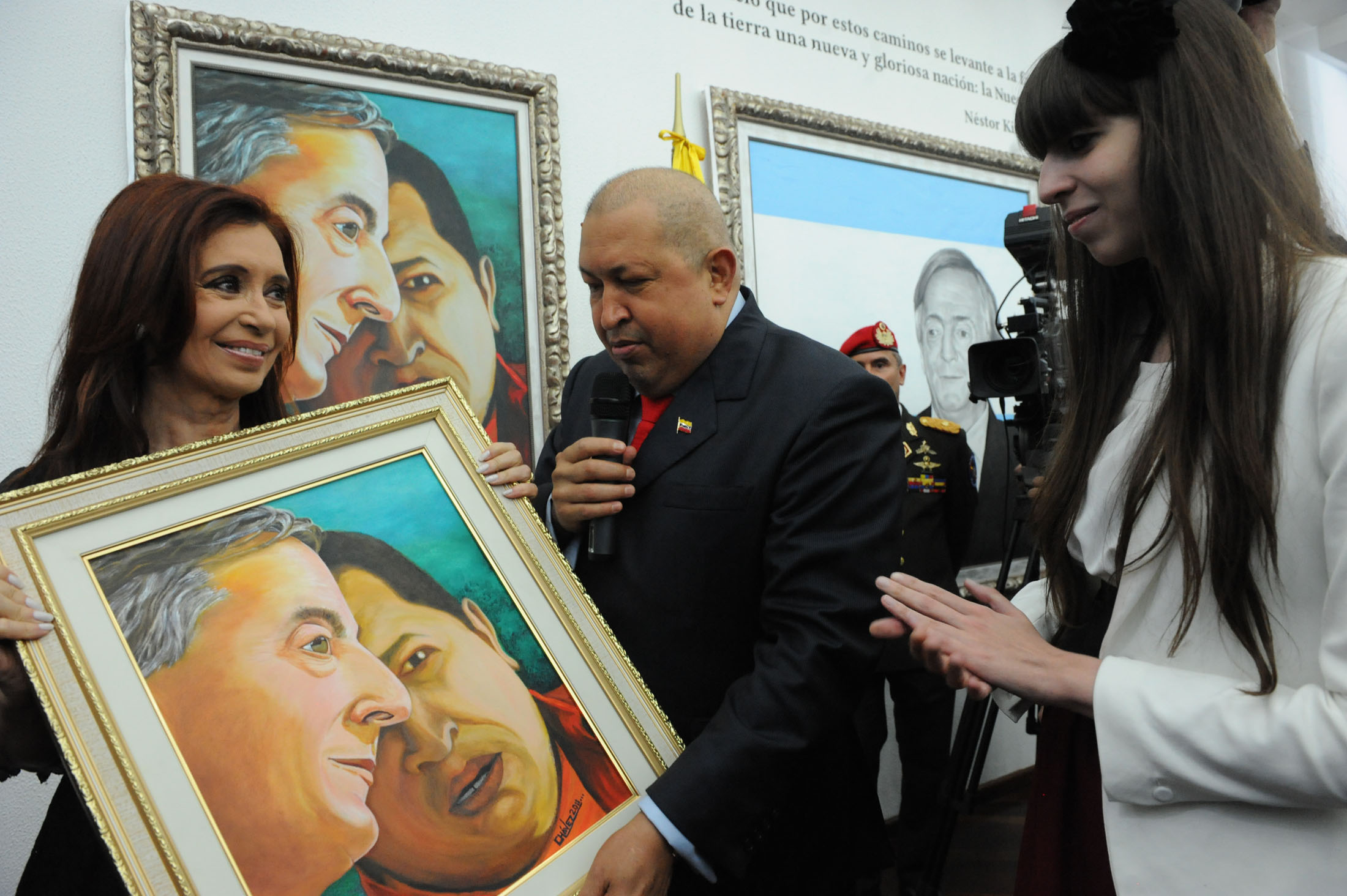
Cristina Kirchner e Hugo Chávez no Salão Néstor Kirchner do Palácio de Miraflores, 2011

A área do Salão Néstor Kirchner (antiga Câmara do Conselho de Ministros) é composta pelo corredor, ante-sala e sala de reuniões.
O corredor conecta o corredor de entrada com a antessala. De ambos os lados, destacam-se peças valiosas do patrimônio artístico do palácio. Entrando no Pavilhão Pantano de Vargas, se encontra a pintura "Bolívar", de Cirilo Almeida.
Na metade do caminho, no lado oposto, em um móvel de madeira, há um busto do general Carlos Soublette. Em frente à ante-sala, na parede esquerda há um trabalho de carvão do Precursor Francisco de Miranda e à direita um retrato de José María Vargas, de Alirio Palacios.
La Antesala é decorada por uma serigrafia personalizada de El Libertador, feita por Alirio Palacios; uma pintura intitulada "Los Pescadores", de Luisa Palacios (1958); e outra pintura chamada "La Tempestad", de César Rengifo (1958). Além disso, há uma peça de mobiliário decorada com painéis chanfrados com quatro gavetas, com alças de bronze em forma de anel, típicas da primeira metade do século XVIII.
Há também uma réplica em miniatura do monumento erguido no Campo de Carabobo, por ocasião do sesquicentenário da batalha do mesmo nome: a obra "La Patria al Soldado", de Hugo Daini; e um busto do Libertador em uma coluna de mármore cinza, que fica na entrada da sala de reuniões.
A Sala de Reuniões é a área disponível para o Presidente, Ministros e outros funcionários de alto nível para suas reuniões semanais que tratam dos assuntos do Estado e relacionados ao desenvolvimento da Administração Pública. Por muitos anos possuiu uma pintura de Bolívar, pintada pelo colombiano José María Espinosa, que foi transferida em 2015 para a Sala Simón Bolívar. Em 2011, esta sala foi batizada em homenagem ao ex-presidente da Argentina Néstor Kirchner com a inauguração de seu retrato, obra do pintor Edgar Álvarez.

### Salão dos Embaixadores
Ao entrar no Palácio pelo acesso principal, destinado a visitantes, há este pequeno quarto, cujo nome é porque é o local onde os Embaixadores aguardam a chegada do Presidente da República, antes de entrar no Salão Sol del Perú. Da mesma forma, é usado como uma sala de recepção para outras personalidades distintas.
Desde o final de 1996, o salão é dominado por retratos dos primeiros proprietários do Palácio, General Joaquín Crespo Torres e sua esposa, Jacinta Parejo, duas obras do pintor Martín Tovar y Tovar. Da mesma forma, duas pinturas do pintor Julián Oñate, chamadas "Paje con Flores" e "Paje con Frutas", estão na parede oposta. Além disso, há dois bustos com uma base de mármore, um de Simón Bolívar e outro de Napoleão Bonaparte. Além disso, há duas peças evocativas dos músicos Ludwig van Beethoven e Richard Wagner.
Na parede do fundo da sala há duas Vênus, uma de mármore branco com o torso seminu e o peito parcialmente coberto por guirlandas que suas mãos seguram; a outra tem o tronco totalmente nu, com a cabeça ligeiramente inclinada para a esquerda e os braços esticados para a frente.
Na mobília do salão prevalece o estilo Império, decorações pompeianas, e todo o piso é em parquet. O teto da sala é um teto de caixotão, obra de artistas catalães e italianos contratados por Crespo.

### Salão Boyacá
É um dos salões mais amplos do Palácio, e seu nome homenageia uma batalha travada por Bolívar contra o Coronel José María Barreiro, em 7 de agosto de 1819, que liberou a maior parte do território de Nova Granada do domínio espanhol. Foi construído no início dos anos sessenta e desde então é um espaço utilizado para reuniões de trabalho, especialmente as que são frequentadas por numerosas pessoas. Em certas ocasiões, as sessões dos gabinetes setoriais foram realizadas nesta sala, bem como almoços e recepções de todos os tipos para homenagear várias personalidades nacionais e estrangeiras.
O piso em parquet e os tetos e rodapés decorados com peças, molduras e motivos de madeira predominam na decoração da sala. Na parede do fundo há uma foto do pintor e muralista Gabriel Bracho, que representa com seu estilo característico o feito heroico da batalha de Boyacá. Os rostos de Bolívar, Santander e José Antonio Anzoátegui revelam a ação protagonista desses personagens nessa batalha. A pintura foi inaugurada pelo presidente Rafael Caldera durante seu primeiro governo, em 1º de agosto de 1973.
No outro extremo, nos lados da porta adjacente ao corredor que leva ao salão do Conselho de Ministros, há dois bustos: um representa o general José Antonio Anzoátegui, herói de Boyacá, e o outro, o humanista Andrés Bello.

### Salão Pântano de Vargas
É um ambiente retangular e seu nome é devido à vitória obtida por Bolívar em 25 de julho de 1819 numa batalha nesse pântano, durante a Campanha Libertadora de Nova Granada. A área é utilizada como sala de espera para pessoas que participarão de uma cerimônia no Salão Simón Bolívar e para visitantes em geral.
No salão, acontece a apresentação de alguns livros publicados pela Presidência e por outras instituições do governo. Além disso, atos são realizados para homenagear várias personalidades da vida nacional.
Desde 1995, graças a um acordo entre o Ministério da Secretaria da Presidência da República e a Galeria Nacional de Arte, a sala tornou-se um local onde periodicamente algumas coleções de obras pertencentes à galeria estão expostas.

Além disso, nesta sala estão dispostas algumas das cadeiras presidenciais usadas por: José Antonio Páez, António Guzmán Blanco, Joaquín Crespo e Juan Vicente Gómez. O mobiliário é completado por dez peças entre poltronas e cadeiras, dois consoles e um piano de parede de madeira escura. O chão é em mosaico e o teto é atravessado por vigas de madeira escura.

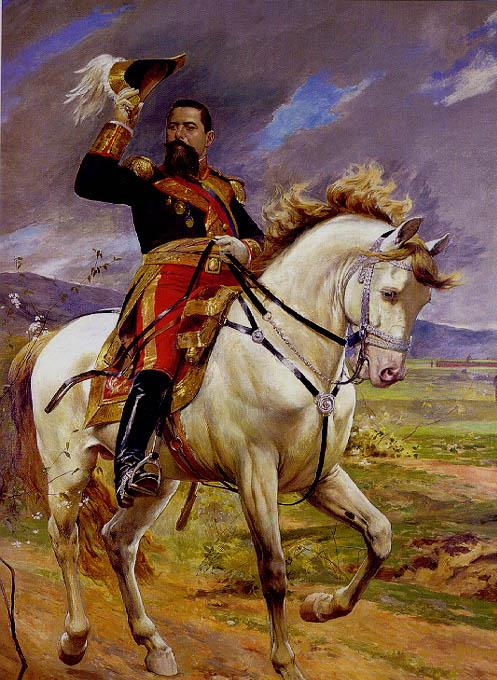
Retrato equestre do general Joaquín Crespo (1897) por Arturo Michelena.

### Salão Simón Bolívar
O Salão Simón Bolívar é utilizado para reuniões do Presidente com seu gabinete e comissões diplomáticas, é também um local para a nomeação de novos ministros e embaixadores. Esta sala é caracterizada por uma longa mesa centralizada entre duas grandes pinturas que ficam atrás da cadeira presidencial. O nome tradicional, Salão dos Espelhos (Salón de los Espejos), foi substituído por ordem do presidente Hugo Chávez para o Salão Joaquín Crespo e depois, durante o governo de Nicolás Maduro, passou a se chamar Salão Simón Bolívar. Em suas paredes estão obras de Julián Oñate y Juárez e Arturo Michelena. O retrato de Bolívar pelo pintor José María Espinoza, tradicionalmente localizado na Câmara do Conselho de Ministros, foi transferido para este local em 2015.

### SalãoSol del Perú
É uma das salas mais representativas do palácio. É usado principalmente para credenciamento diplomático e eventos especiais. Em sua decoração destaca um sol dourado doado pelo governo peruano, assim como as pinturas "El Día" e "La Noche", de Arturo Michelena; um retrato equestre de Simón Bolívar (1936) e um retrato do primeiro presidente da Venezuela, Cristóbal Mendoza, ambos de Tito Salas. O quadro "Bolívar", de Salas, servia como a principal pintura da sala, mas foi substituído na restauração mais recente por um retrato de Antonio José de Sucre.

### Salão Ayacucho
Esta sala é usada para a maioria das mensagens presidenciais no rádio e na televisão. A sala, caracterizada por suas paredes de mogno, tem espaço para cerca de 200 ou 250 pessoas em frente ao pódio onde o presidente se apresenta ao país. É também o cenário para a recepção de Chefes de Estado e de Governo, bem como para a concessão da Ordem do Libertador a diferentes personalidades do mundo político, cultural e institucional que recebem este prêmio. O Salão Ayacucho caracteriza-se por ter uma foto do Libertador Simón Bolívar, que fica atrás da mesa na qual o Chefe de Estado da nação é apresentado ao país. A sala foi nomeada em homenagem à batalha de Ayacucho.

### Gabinete Presidencial
Neste escritório predomina o estilo império. Há um busto de Andrés Bello e um busto de bronze de Simón Bolívar, que usa uma medalha com o rosto de George Washington no pescoço. O espaço distribuído nas seguintes áreas:
- Antecâmara do gabinete: é um espaço amplo que fica ao lado da porta do Gabinete Presidencial. É uma das áreas onde o piso original do palácio ainda está preservado. Apresenta uma pintura do General José Antonio Páez, de autor anônimo, e uma escultura de Pedro Basalo intitulada "A República da Venezuela". A decoração é completada por uma mesa, uma cadeira em estilo império e um grande espelho com uma moldura dourada;
- Gabinete do Presidente: decorada com o emblema nacional e as paredes estão quatro quadros de Tito Salas: "El Libertador Simon Bolivar", "Marechal Antonio José de Sucre", "El General Rafael Urdaneta" e "General José Antonio Paez", os principais heróis da independência da Venezuela;
- Gabinete do Secretário Privado: é um ambiente configurado de acordo com as tarefas que são realizadas lá. Conta com um quadro de Jacobo Borges, intitulado "La novia" (1975), "Un Paisaje de Caracas" (1996) por Gabriel Bracho e "Un Paisaje del Avila" Pedro Angel Gonzalez.

### Capela
É uma capela católica, muito pequena, adjacente ao Salão dos Embaixadores. Conserva o piso original do palácio (mosaico pintado à mão). A parede de trás tem uma imagem do Coração de Jesus no topo, adornada e ampliada com raios colocados nas costas. Também há as imagens de São João Batista e da Imaculada Conceição. Na parte inferior, há duas imagens dispostas nas laterais do altar, São Judas Tadeu, à esquerda, e São Simão, à direita. Há um altar com um crucifixo, algumas ânforas e alguns candelabros de bronze. Na frente do altar, há quatro poltronas reclináveis e uma mesa de madeira polida esculpida na borda. O espaço superior do altar tem um vitral com o Coração de Jesus e ao lado um motivo e uma placa, lembretes da primeira visita do Papa João Paulo II à Venezuela e uma pia batismal em mármore branco. Na parede esquerda há quatro pinturas, onde aparecem as imagens de Santo Antônio de Pádua, Santa Catarina de Siena, Santa Rita de Cássia e a custódia.

## Arquivo Histórico de Miraflores

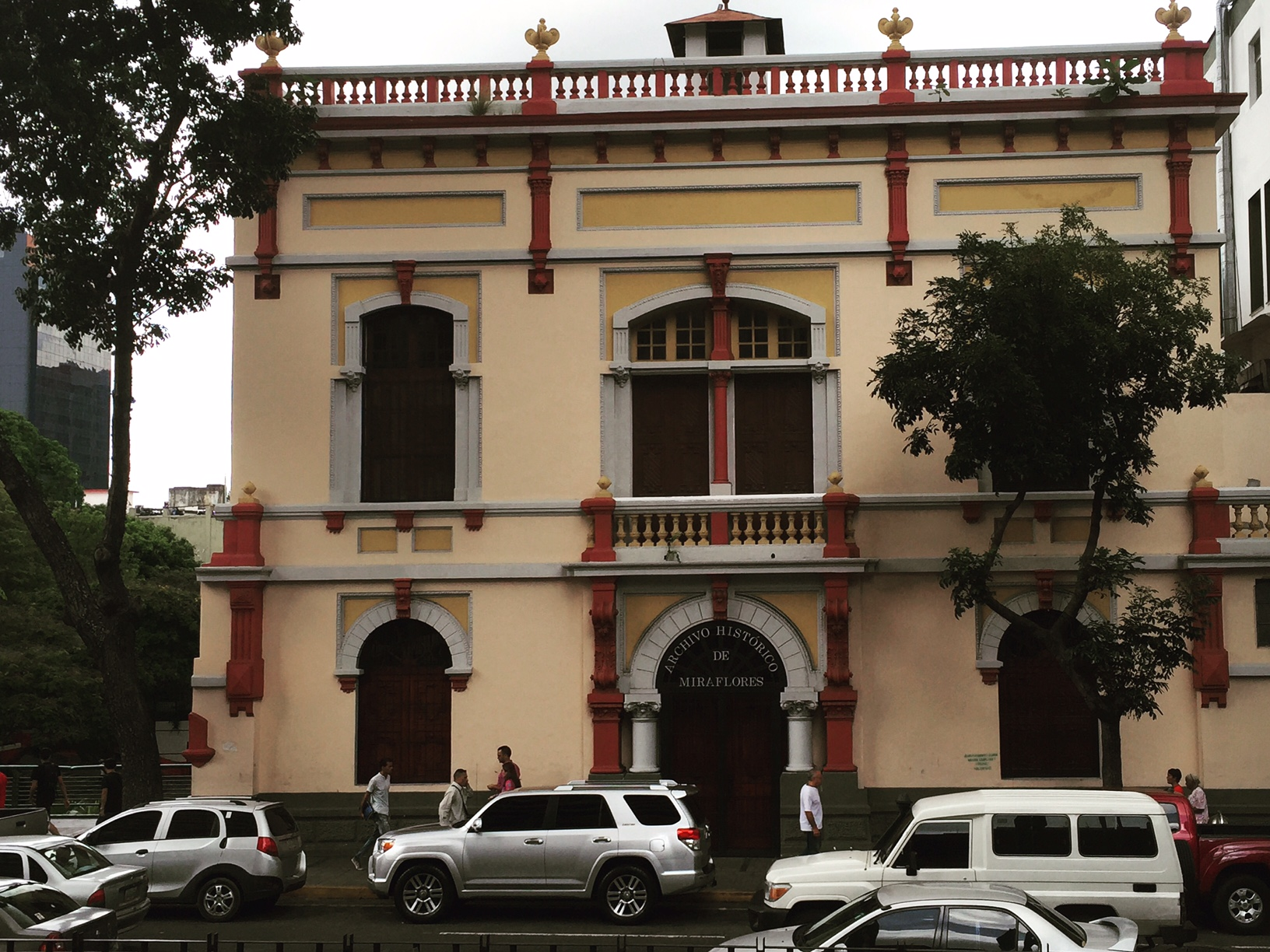
Sede do Arquivo Histórico de Miraflores desde 2016.

Com um volume de documentos de quase 15 milhões de páginas, o Arquivo Histórico de Miraflores tem a missão de preservar os arquivos dos presidentes venezuelanos. Esse processo começou em 1959, depois de se descobrir no porão do Quartel da Guarda Presidencial uma série de documentos correspondentes aos governos de Castro e Juan Vicente Gómez (1908-1935). O historiador e secretário da Presidência, Ramón José Velásquez, no segundo governo de Rómulo Betancourt (1959-1964), realizou o resgate e recuperação desses arquivos. Esta ação marcou o início dos processos de recuperação e preservação da informação documental gerada pela presidência.
Em 1979, Nora Bustamante Luciani foi nomeada diretora do arquivo. Ao longo de seu mandato, que terminou em 1995, Bustamante trabalhou nos primeiros índices do Boletim do arquivo. Ela publicou dois volumes como um guia para as primeiras cem edições. O fundo documental arquivou documentos desde 1899 até 1983. Todo esse registro, organizado cronologicamente e por administração, foi publicado sistematicamente no Boletim do Arquivo Histórico de Miraflores.
Por muitos anos o Arquivo localizou-se no edifício administrativo da área sul do palácio. Em 2016 foi transferido para a antiga sede do Arquivo Geral da Nação, entre os esquinas das ruas Santa Capilla e Carmelitas.